# Решат Нурі Ґюнтекін
Реша́т-Нурі́ Ґюнтекі́н (тур. Reşat Nuri Güntekin, 25 листопада 1889, Стамбул, — 7 грудня 1956, Лондон) — турецький письменник і драматург. Найбільш відомий в Україні як автор роману «Корольок — пташка співоча».

## Біографія
Закінчив літературний факультет Стамбульського університету (1912). Викладав французьку мову (1913—1931). Був аташе у справах культури в Парижі, депутатом меджлісу (1939—1943). Перша повість «Старий друг» вийшла у 1917, наступними стали «Квітка руїн» (1918), «Пташка співуча» (1922), п'єси «Справжній герой» (1918), «Кинджал» (1918), «Шматок каменя» (1926) та ін. У романах і повістях Ґ. одним із перших у турецькій літературі реалістично і всебічно змалював Анатолію, провінційні міста і закинуте турецьке село. Ґ. зачіпає також гострі проблеми сім'ї, взаємини особи і суспільства, викриває духівництво. У романі «Зелена ніч» (1928) Ґ. відобразив національно-визвольну боротьбу турецького народу. Деякі твори Ґюнтекін написав у дусі сентименталізму. Перекладав твори Ж.-Ж. Руссо, М. де Сервантеса, Е. Золя, А. Камю. Його перу належить книжка «Лев Толстой, його життя і творчість» (1933).
Викладач історії та літератури за фахом, після кемалістськой революції 1919—1924 років Решат-Нурі став генеральним інспектором міністерства, з 1939 року — депутатом меджлісу від Чанаккале, а в останні роки життя, перебуваючи в Парижі, представляв Туреччину в ЮНЕСКО. Під безпосереднім керівництвом президента Туреччини Ататюрка письменник брав участь у роботі комісії з реформи мови, в очищенні турецької мови від арабських і перських слів.
Творча спадщина Решата-Нурі велика і багатогранна: він написав шістнадцять романів, шість збірок оповідань, близько тридцяти п'єс. Крім того, письменник відомий як перекладач, укладач словників і антологій, театральний і літературний критик. Решат-Нурі завжди звертався у своїх творах до тем злободенних і гострих. Майже щороку виходив у світ новий роман письменника. У романі «Тавро» Решат-Нурі викривав соціальні виразки суспільства, у романі «Листопад» змалював характери дрібних чиновників.
Почавши свою літературну діяльність як військовий кореспондент у період Першої світової війни, Решат-Нурі 1922 р. видає свій перший роман «Чаликушу» (дослівно — Чагарникова пташка), який відразу приніс авторові заслужену популярність і який досі з захопленням читає турецька та іноземна молодь.
Великий і тривалий успіх «Чаликушу» пояснюється тим, що автор змалював картини життя різних прошарків суспільства: від великої світської знаті до простих трударів, селян, сміливо і правдиво розповів про долю жінки в країні, де ще недавно жінка була полонянкою гаремів. Решат-Нурі Ґюнтекін оповідає про життя Феріде, вчительки початкової школи в гірському селі, в глушині Анатолії, в ту пору, коли прагнення жінки до самостійності було явищем приголомшливим, оскільки прирікало її на тяжке випробування.
З хвилюванням читаєш «сільські» епізоди роману — весілля 12-літньої дівчини, жорстока доля «пропащої», вигнаної з села молодої жінки, доля її дочки, яку Феріде бере на виховання. Цікаві гострі, сатиричні епізоди: опис салону паші, життя провінційного «світського» товариства, подвиги місцевого «лева», що намагається скомпрометувати в очах мешканців провінції молоду вчительку. Услід за вимушеними поневіряннями Феріде з однієї школи до іншої перед читачем виникають то сади на березі Босфору, то суворі ущелини Анатолії, пальмові алеї Каршияка, передмістя в Іл-світі, міста повітів і адміністративні центри — словом, уся Туреччина.
Образ героїні роману — Феріде автор змалював з теплотою і щирістю. Вередлива, майже дитя — такою є Феріде у перших частинах роману. Психологічно вірно показано зміну настрою юної дівчини, в якій прокидається перше почуття до Кямрана, розбещеного, зніженого хлопця, раптовий порив ревнощів, пробудження ненависті до суперниці, воля і завзятість Феріде, яка, незважаючи ні на що, хоче бути незалежною, самостійною, як важко їй встояти в боротьбі з наклепом.
У романі Ґюнтекіна є низка зворушливих моментів: смерть прийомної дочки, зустріч Феріде з доктором Хайруллах-беєм, болісні переживання молодої жінки, яка усвідомлює, що їй неможливо жити самотньою і доведеться погодитися на фіктивний шлюб із доброю, благородною, але нелюбою людиною. І все-таки смілива і розумна Феріде зберегла віру в краще майбутнє, оптимізм, прагнення жити і працювати. У сучасній Туреччині немало молодих дівчат, що подібно до Феріде вирушають у віддалені закутки країни, аби передавати знання своїм юним співвітчизникам.
Завершується роман щасливим кінцем: Феріде і Кямран, які тривалий час були розлучені, зустрічаються знову, аби більше не розставатися. 
Решат Нурі Ґюнтекін помер 1956 р. Пам'яті письменника і його великій літературній спадщині присвячено багато статей і спогадів. Але чи не найкращим визнанням його заслуг є популярність роману «Чаликушу», за яким було створено фільм 1966 р., телесеріал (7 серій) — 1986 р., а в 2013—2014 рр. знято новий багатосерійний фільм за цим твором, до ювілею письменника.
Роман «Чаликушу» вийшов в українському перекладі Григорія Халимоненка 1973 р.

## Твори

### Розповіді
- Recm, Gençlik ve Güzellik (1919)
- Roçild Bey (1919)
- Eski Ahbab
- Tanrı Misafiri (1927)
- Sönmüş Yıldızlar (1928)
- Leylâ ile Mecnun (1928)
- Olağan İşler (1930)

### Романи
- Çalıkuşu (1922) (Чаликушу)
- Gizli El (1924)
- Damga (1924)(Клеймо)
- Dudaktan Kalbe (1923)
- Akşam Güneşi (1926)
- Bir Kadın Düşmanı (1927)
- Yeşil Gece (1928) (Зелена ніч)
- Acımak (1928)
- Yaprak Dökümü (1939) (Листопад)
- Değirmen (1944)
- Kızılcık Dalları (1944)
- Miskinler Tekkesi (1946)
- Harabelerin Çiçeği (1953)
- Kavak Yelleri (1961)
- Son Sığınak (1961)
- Kan Davası (1962)
- Ateş Gecesi (1953) (Ніч вогню)

### Театр
- Hançer (1920)
- Eski Rüya (1922)
- Ümidin Güneşi (1924)
- Gazeteci Düşmanı, Şemsiye Hırsızı, İhtiyar Serseri (1925)
- Taş Parçası (1926)
- Bir Köy Hocası (1928)
- İstiklâl (1933)
- Hülleci (1933)
- Yaprak Dökümü (1971)
- Eski Şarkı(1971)
- Balıkesir Muhasebecisi (1971)
- Tanrıdağı Ziyafeti (1971)

## Переклади і видання українською
- Чаликушу ; пер. з тур. Григорія Халимоненка. — К.: Дніпро, 1973.
- Чаликушу. Зелена ніч: романи ; пер. з тур. та післям. Григорія Халимоненка. — К.: Дніпро, 1986. — 509 с.
- Ніч вогню; переклад Ольги Васильченко. — Харків: Фоліо, 2011. — 352 с. — (Карта світу). ISBN 978-966-03-5571-2.
- Стара хвороба; переклад Володимира Верховеня. — Харків: Фоліо, 2012. — 320 с. — (Карта світу). ISBN 978-966-03-5572-9.
- Пташка співуча ; переклад з рос. В. М. Верховеня. — Харків: Фоліо, 2012. — 506 с. — (Карта світу). ISBN 978-966-03-3501-1.
- Листопад; переклад Юлії Григоренко. — Харків: Фоліо, 2015. — 160 с. — (Карта світу). ISBN 978-966-03-7133-0.
- Клеймо; переклад Тетяни Рассадкіної. — Харків: Фоліо, 2015. — 192 с. — (Карта світу). ISBN 978-966-03-7169-9.
- Млин; переклад Юлії Григоренко. — Харків: Фоліо, 2015. — 192 с. — (Карта світу). ISBN 978-966-03-7132-3.
- Женоненависник; переклад Олександра Кучми. — Харків: Фоліо, 2017. — 192 с. — (Карта світу). ISBN 978-966-03-7639-7.

## Екранізації
- 1966 — 2-серійний чорно-білий фільм «Корольок — пташка співоча»
- 1986 — міні-серіал «Корольок — пташка співоча»
- 2013 — телесеріал «Корольок — пташка співоча»